# Barma
Baiima este un oraș în Sierra Leone.